# Star Trek: Protostar
A Star Trek: Protostar (eredeti cím: Star Trek: Prodigy) 2021-től vetített amerikai számítógépes animációs sci-fi sorozat, amelyet Kevin Hageman és Dan Hageman alkotott. A sorozat a Star Trek-franchise fiatalokat célzó műsora.
Amerikában 2021. október 28-án a Paramount+, míg Magyarországon a Nickelodeon mutatta be 2022. április 13-án. 2023. június 23-án a Paramount+ bejelentette, hogy nem folytatják tovább a sorozat sugárzasát, a 2. évad még elkészül ugyan, de azt már nem ez a streaming platform kívánja bemutatni, mi több az 1. évad sem lesz elérhető onnan, így – egyelőre legalábbis – itt befejeződik a sorozat.
A második évad Amerikában 2024. július 1-én a Netflix, Magyarország 2024. augusztus 17-én a SkyShowtime mutatta be.

## Ismertető
2383-ban járunk, öt évvel azután, hogy a USS Voyager és legénysége visszatért a Földre. Egy börtönkolónián egy csapat fiatal földönkívüli rátalál a Csillagflotta elhagyatott hajójára, a USS Protostarra. Átveszik a hajó irányítását és elszöknek vele, ezután különféle kalandokba keverednek, míg átjutnak a Delta Kvadránsból az Alfába. A hajóra azonban másoknak is fáj a foga…

## Szereplők

### Főszereplők
| Szereplő              | Eredeti hang      | Magyar hang       | Leírás |
| --------------------- | ----------------- | ----------------- | --- |
| Dal R'El              | Brett Gray        | Rada Bálint       | 17 éves ismeretlen faju fiú, aki a Protostar kapitánya.                                                    |
| Gwyndala              | Ella Purnell      | Tamási Nikolett   | 17 éves Vau N'Akati lány.                                                                                  |
| Jankom Pog            | Jason Mantzoukas  | Karácsonyi Zoltán | 16 éves tellaritai fiú.                                                                                    |
| Zéró                  | Angus Imrie       | Nikas Dániel      | Nem nélküli medúza.                                                                                        |
| Rok-Tahk              | Rylee Alazraqui   | Bak Julianna      | 8 éves félénk Brikari lány.                                                                                |
| Murf                  | Dee Bradley Baker | Eredeti hang      | Halhatatlan paca.                                                                                          |
| Drednok               | Jimmi Simpson     | Láng Balázs       | A Jósló robotja.                                                                                           |
| Jósló                 | John Noble        | Végh Péter        | Gwyn apja, egy könyörtelen zsarnok, aki a Tars Lamora aszteroidát irányítja.                               |
| Kathryn Janeway       | Kate Mulgrew      | Téglás Judit      | A Protostar hajó hangja. Az USS Dauntless parancsnoka.                                                     |
| Chakotay              | Robert Beltran    | Varga Gábor       | A Protostar eredeti parancsnoka.                                                                           |
| Orvosi Segéd Hologram | Robert Picardo    | Barbinek Péter    | Orvosi holografikus program a Voyager fedélzetén.                                                          |
| Asencia               | Jameela Jamil     | Mentes Júlia      | A Vau N'Akat tagja, aki háborút akar kirobbantani a Vau N'Akat és a Föderáció között.                      |
| Wesley Crusher        | Wil Wheaton       | Markovics Tamás   | Egykori Csillagflotta-tiszt, aki most egy utazó, akinek hatalma van az idő, a tér és a gondolkodás felett. |

### Mellékszereplők
| Szereplő   | Eredeti hang    | Magyar hang     | Leírás                        |
| ---------- | --------------- | --------------- | ----------------------------- |
| számítógép | Bonnie Gordon   | Kis-Kovács Luca | Az USS Protostar számítógépe. |
| Tysess     | Daveed Diggs    | Juhász Zoltán   | A USS Dauntless első tisztje. |
| Noum       | Jason Alexander | Törköly Levente | A USS Dauntless hajóorvosa.   |

### Vendégszereplők
| Szereplő         | Eredeti hang                       | Magyar hang    | Leírás                                       |
| ---------------- | ---------------------------------- | -------------- | -------------------------------------------- |
| Odo              | René Auberjonois (archív felvétel) | Forgács Gábor  | Híres biztonsági tiszt.                      |
| Montgomery Scott | James Doohan (archív felvétel)     | Tarján Péter   | A Csillagflotta híres mérnöke.               |
| Uhura            | Nichelle Nichols (archív felvétel) | Zsolnay Júlia  | A Csillagflotta híres kommunikációs tisztje. |
| Spock            | Leonard Nimoy (archív felvétel)    | Quintus Konrád | A Csillagflotta híres tudományos tisztje.    |
| Kobayashi Maru   | David Ruprecht (archív felvétel)   | Melis Gábor    | A Maru kapitánya.                            |
| Beverly Crusher  | Gates McFadden                     | Rácz Kati      | A Csillagflotta híres orvos tisztje.         |
| Nandi            | Grey DeLisle                       | Kocsis Mariann | Ferengi csempész.                            |

### Magyar változat
- Felolvasó: Welker Gábor
- Magyar szöveg: Imri László
- Hangmérnök: Büki Marcell
- Vágó: László László (1. évad), Baltazár Boldizsár (2. évad)
- Gyártásvezető: Kablay Luca
- Szinkronrendező: Stern Dániel
- Produkciós vezető: Koleszár Emőke

A szinkront az SDI Media Hungary készítette.

## Évados áttekintés
| Évad | Évad | Részek száma | Részek száma | Eredeti sugárzás  | Eredeti sugárzás   | Eredeti adó | Magyar sugárzás     | Magyar sugárzás     | Magyar adó  |
| Évad | Évad | Részek száma | Részek száma | Évadbemutató      | Évadzáró           | Eredeti adó | Évadbemutató        | Évadzáró            | Magyar adó  |
| ---- | ---- | ------------ | ------------ | ----------------- | ------------------ | ----------- | ------------------- | ------------------- | ----------- |
|      | 1.   | 20           | 20           | 2021. október 28. | 2022. december 29. | Paramount+  | 2022. április 13.   | 2022. december 30.  | Nickelodeon |
|      | 2.   | 20           | 20           | 2024. július 1.   | 2024. július 1.    | Netflix     | 2024. augusztus 17. | 2024. augusztus 17. | SkyShowtime |

## Epizódok

### Első évad (2021-2022)
| #   | #   | Eredeti cím             | Magyar cím               | Rendező                           | Író | Eredeti premier    | Magyar premier     |
| --- | --- | ----------------------- | ------------------------ | --------------------------------- | --- | ------------------ | ------------------ |
| 1.  | 1.  | Lost and Found          | Elveszett kincs          | Ben Hibon                         | Kevin és Dan Hageman | 2021. október 28.  | 2022. április 18.  |
| 2.  | 2.  | Lost and Found          | Elveszett kincs          | Ben Hibon                         | Kevin és Dan Hageman | 2021. október 28.  | 2022. április 19.  |
| 3.  | 3.  | Starstruck              | Csillagvész              | Alan Wan                          | Chad Quandt | 2021. november 4.  | 2022. április 13.  |
| 4.  | 4.  | Dream Catcher           | Álomfogó                 | Steve Ahn és Sung Shin            | Lisa Schultz Boyd | 2021. november 11. | 2022. április 21.  |
| 5.  | 5.  | Terror Firma            | Rémföld                  | Alan Wan és Olga Ulanova          | Julie és Shawna Benson | 2021. november 18. | 2022. április 22.  |
| 6.  | 6.  | Kobayashi               | Kobayashi                | Alan Wan                          | Aaron J. Waltke | 2022. január 6.    | 2022. április 25.  |
| 7.  | 7.  | First Con-tact          | Első találkozás          | Steve Ahn és Sung Shin            | Diandra Pendleton-Thompson | 2022. január 13.   | 2022. április 26.  |
| 8.  | 8.  | Time Amok               | Elszabadult idő          | Olga Ulanova és Sung Shin         | Nikhil S. Jayaram | 2022. január 20.   | 2022. április 27.  |
| 9.  | 9.  | A Moral Star            | Morális kérdés           | Ben Hibon                         | Kevin és Dan Hageman, Julie és Shawna Benson, Lisa Schultz Boyd, Nikhil S. Jayaram, Diandra Pendleton-Thompson, Chad Quandt és Aaron J. Waltke    | 2022. január 27.   | 2022. április 28.  |
| 10. | 10. | A Moral Star            | Morális kérdés           | Ben Hibon                         | Kevin és Dan Hageman, Julie és Shawna Benson, Lisa Schultz Boyd, Nikhil S. Jayaram, Diandra Pendleton-Thompson, Chad Quandt és Aaron J. Waltke    | 2022. február 3.   | 2022. április 29.  |
| 11. | 11. | Asylum                  | Menedék                  | Steve Ahn és Sung Shin            | Kevin és Dan Hageman | 2022. október 27.  | 2022. november 14. |
| 12. | 12. | Let Sleeping Borg Lie   | Ne ébreszd fel a borgot! | Olga Ulanova és Sung Shin         | Diandra Pendleton-Thompson | 2022. november 3.  | 2022. november 15. |
| 13. | 13. | All the World's a Stage | Színház az egész világ   | Andrew L. Schmidt                 | Aaron J. Waltke | 2022. november 10. | 2022. november 16. |
| 14. | 14. | Crossroads              | Keresztutak              | Steve Ahn és Sung Shin            | Lisa Schultz Boyd | 2022. november 17. | 2022. november 17. |
| 15. | 15. | Masquerade              | Maszkabál                | Sung Shin                         | Nikhil S. Jayaram | 2022. november 24. | 2022. november 18. |
| 16. | 16. | Preludes                | Prelűdök                 | Steve Anh, Chang Ahn és Sung Shin | Julie Benson, Shawna Benson, Kevin és Dan Hageman, Nikhil S. Jayaram, Diandra Pendleton-Thompson, Chad Quandt, Lisa Schultz Boyd, Aaron J. Waltke | 2022. december 1.  | 2022. november 21. |
| 17. | 17. | Ghost in the Machine    | Szellem a gépben         | Andrew L. Schmidt                 | Chad Quandt | 2022. december 8.  | 2022. december 27. |
| 18. | 18. | Mindwalk                | Tudatcsere               | Sung Shin                         | Julie és Shawna Benson | 2022. december 15. | 2022. december 28. |
| 19. | 19. | Supernova               | Szupernova               | Andrew L. Schmidt                 | Erin McNamara | 2022. december 22. | 2022. december 29. |
| 20. | 20. | Supernova               | Szupernova               | Ben Hibon                         | Kevin és Dan Hageman | 2022. december 29. | 2022. december 30. |

### Második évad (2024)
| #   | #   | Eredeti cím                  | Magyar cím                  | Rendező                            | Író                                                                                         | Eredeti premier | Magyar premier      |
| --- | --- | ---------------------------- | --------------------------- | ---------------------------------- | ------------------------------------------------------------------------------------------- | --------------- | ------------------- |
| 21. | 1.  | Into the Breach              | Irány az átjáró             | Ben Hibon                          | Kevin és Dan Hageman                                                                        | 2024. július 1. | 2024. augusztus 17. |
| 22. | 2.  | Into the Breach              | Irány az átjáró             | Andrew L. Schmidt és Patrick Krebs | Aaron J. Waltke                                                                             | 2024. július 1. | 2024. augusztus 17. |
| 23. | 3.  | Who Saves the Saviors        | Ki menti meg a megmentőket? | Sung Shin                          | Erin McNamara                                                                               | 2024. július 1. | 2024. augusztus 17. |
| 24. | 4.  | Temporal Mechanics 101"      | Az időmechanika alapjai     | Ben Hibon                          | Keith Sweet II                                                                              | 2024. július 1. | 2024. augusztus 17. |
| 25. | 5.  | Observer's Paradox           | A megfigyelői paradoxon     | Ruolin Li és Andrew L. Schmidt     | Jennifer Muro                                                                               | 2024. július 1. | 2024. augusztus 17. |
| 26. | 6.  | Imposter Syndrome            | Imposztor szindróma         | Sung Shin                          | Jennifer Muro                                                                               | 2024. július 1. | 2024. augusztus 17. |
| 27. | 7.  | The Fast and the Curious     | A gyors és a kíváncsi       | Sung Shin és Sean Bishop           | Erin McNamara                                                                               | 2024. július 1. | 2024. augusztus 17. |
| 28. | 8.  | Is There in Beauty No Truth? | A szépségben nincs igazság? | Ruolin Li és Andrew L. Schmidt     | Keith Sweet II                                                                              | 2024. július 1. | 2024. augusztus 17. |
| 29. | 9.  | The Devourer of All Things   | Mindenek felfalója          | Sung Shin                          | Jennifer Muro                                                                               | 2024. július 1. | 2024. augusztus 17. |
| 30. | 10. | The Devourer of All Things   | Mindenek felfalója          | Sean Bishop                        | Aaron J. Waltke                                                                             | 2024. július 1. | 2024. augusztus 17. |
| 31. | 11. | Last Flight of the Protostar | A Protostar utolsó repülése | Ruolin Li és Andrew L. Schmidt     | Diandra Pendleton-Thompson                                                                  | 2024. július 1. | 2024. augusztus 17. |
| 32. | 12. | Last Flight of the Protostar | A Protostar utolsó repülése | Sung Shin                          | Alex Hanson és Aaron J. Waltke                                                              | 2024. július 1. | 2024. augusztus 17. |
| 33. | 13. | A Tribble Called Quest       | A tribble-küldetés          | Sean Bishop                        | Keith Sweet II                                                                              | 2024. július 1. | 2024. augusztus 17. |
| 34. | 14. | Cracked Mirror               | Törött tükör                | Ruolin Li                          | Erin McNamara                                                                               | 2024. július 1. | 2024. augusztus 17. |
| 35. | 15. | Ascension                    | Felemelkedés                | Sung Shin                          | Erin McNamara, Jennifer Muro, Diandra Pendleton-Thompson, Keith Sweet II és Aaron J. Waltke | 2024. július 1. | 2024. augusztus 17. |
| 36. | 16. | Ascension                    | Felemelkedés                | Sean Bishop                        | Alex Hanson                                                                                 | 2024. július 1. | 2024. augusztus 17. |
| 37. | 17. | Brink                        | A háború küszöbén           | Ruolin Li                          | Diandra Pendleton-Thompson                                                                  | 2024. július 1. | 2024. augusztus 17. |
| 38. | 18. | Touch of Grey                | Ősz hajszálak               | Sung Shin                          | Jennifer Muro                                                                               | 2024. július 1. | 2024. augusztus 17. |
| 39. | 19. | Ouroboros                    | Ouroboros                   | Sean Bishop                        | Kevin és Dan Hageman és Aaron J. Waltke                                                     | 2024. július 1. | 2024. augusztus 17. |
| 40. | 20. | Ouroboros                    | Ouroboros                   | Ruolin Li                          | Kevin és Dan Hageman és Aaron J. Waltke                                                     | 2024. július 1. | 2024. augusztus 17. |

## A sorozat készítése
2018 júniusában, miután Alex Kurtzman lett a Star Trek: Discovery egyedüli alkotója, öt évre szóló szerződést írt alá a CBS csatornával, hogy a Star Trek franchiset több új sorozattal bővítse.
A Nickelodeon hivatalosan 2019 áprilisának végén rendelte be a sorozatot. A The Wall Street Journal cikkében 2020 januárjában Star Trek: Protostar címen hivatkoztak a sorozatra. Ezt a címet hivatalosan júliusban erősítették meg.